# 25 Jahre Unschuld
25 Jahre Unschuld (polnischer Originaltitel 25 lat niewinnosci. Sprawa Tomka Komendy, internationaler englischsprachiger Titel 25 Years of Innocence) ist ein Filmdrama von Jan Holoubek, das im September 2020 in die polnischen Kinos kam. Die Filmbiografie schildert den Fall Tomasz Komenda, der als junger Mann in Polen wegen Vergewaltigung und Mordes an einem Mädchen zu Unrecht zu 25 Jahren Gefängnis verurteilt wurde. 

## Handlung
Tomasz Komenda wird eines brutalen Mordes beschuldigt und für 25 Jahre ins Gefängnis gesteckt, obwohl er unschuldig ist.

## Biografisches
Der Film beschäftigt sich mit der wahren Lebensgeschichte von Tomasz Komenda, ein Fall, von dem nach den Ergebnissen einer im März 2018 von Wirtualna Polska veröffentlichten Umfrage 89 Prozent der Polen gehört hatten.
In der Silvesternacht 1996/97 hatte die 15-jährige Małgorzata Kwiatkowska mit Freunden in der Disco Alcatraz in Miłoszyce gefeiert. Zuletzt wurde das alkoholisierte Mädchen vor der Disco mit drei Männern gesehen. Am nächsten Morgen fand man Kwiatkowskas Leiche. Sie war brutal vergewaltigt worden und muss nach dem Blutverlust und aufgrund der Unterkühlung im Schnee gestorben sein. Die Ermittler stellten fest, dass es mehrere Täter gegeben haben musste, was durch Spuren am Tatort, einschließlich DNA, belegt wurde. Die Ermittlungen wurden jedoch wegen eines Mangels an Verdächtigen eingestellt. 
Im Jahr 2000 wurde im Fernsehen ein Phantombild von einem Mann vorgestellt, der damals an der Tötung von Kwiatkowska beteiligt gewesen sein soll. Nach der Ausstrahlung meldete sich eine Frau bei der Polizei und berichtete, die in der Zeichnung dargestellte Person ähnele Tomasz Komenda, dem 23-jährigen Enkel ihres Nachbarn. Experten der Medizinischen Akademie in Breslau bestätigten, die an einer am Tatort an einer Sturmhaube gefundenen Haare könnten Komenda gehören, ebenso der Gebissabdruck am Körper des Opfers. Im Jahr 2003 wurde er in erster Instanz von einem Gericht wegen Vergewaltigung und Mordes zu 15 Jahren Haft verurteilt, obwohl ihm 12 Personen für die Silvesternacht, die er in Breslau verbrachte, ein Alibi gaben. Ein Jahr später erhöhte das Berufungsgericht in Breslau die Strafe auf 25 Jahre Gefängnis. Komenda erklärte in den folgenden Jahren immer wieder, dass er durch Schläge zu einem Geständnis gezwungen wurde. Auch im Gefängnis von Strzelin wurde Komenda Opfer von körperlichen Misshandlungen.

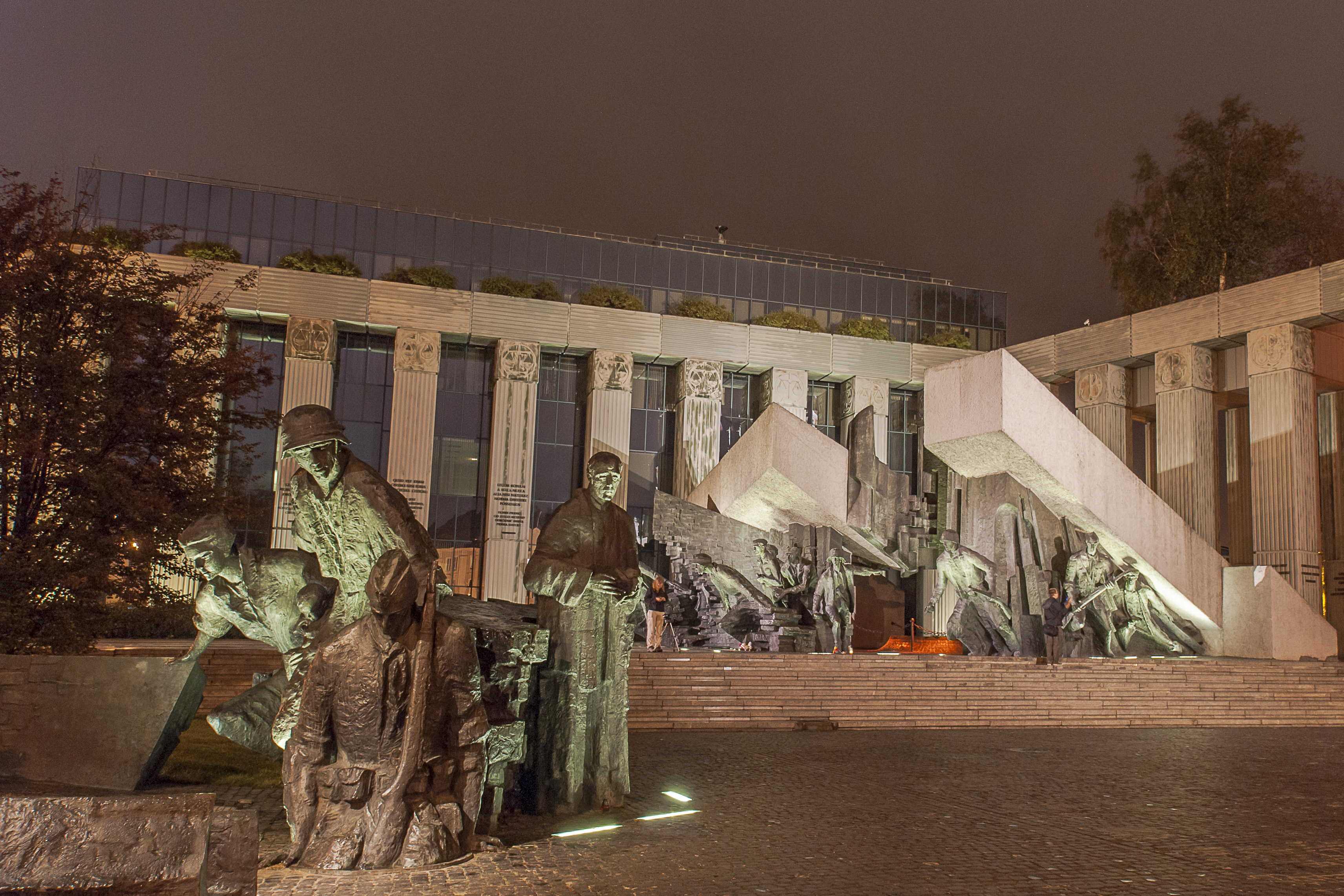
Im Jahr 2018 wurde Tomasz Komenda vom Obersten Gericht Polens freigesprochen

Im Jahr 2016 nahm die Staatsanwaltschaft den Fall wieder auf, da sich bei der erneuten Prüfung der Akten herausstellte, dass Tomasz Komenda unschuldig war. Mitte März 2018 wurde er vom Bezirksgericht in Breslau unter Auflagen nach 18 Jahren aus der Haft entlassen. Im  Mai 2018 hob der Oberste Gerichtshof das Urteil auf und sprach Komenda frei, weil ihn die Beweise als Täter eindeutig ausschlossen.
Komenda hatte 6.540 Tage im Gefängnis verbracht, wurde in dieser Zeit misshandelt und versuchte dreimal, Selbstmord zu begehen. Er verklagte den polnischen Staat auf Schadensersatz in Millionenhöhe. Professor Ewa Gruza vom Institut für Forensik der Universität Warschau äußerte sich im Jahr nach Komendas Entlassung gegenüber Tygodnik Solidarność, dass Fehlentscheidungen wie in diesem Fall nicht auf Gesetzeslücken zurückzuführen seien, sondern auf menschliches Versagen. Fälle wie dieser wurden später auch bei dem Streitthema zwischen Warschau und Berlin zu der von der nationalkonservativen Partei Polens forcierten Justizreform angeführt.

## Produktion
„Tomeks Geschichte lehrt in einem breiteren Kontext, dass selbst wenn wir im Leben in die größten Schwierigkeiten geraten und die Situation absolut ausweglos zu sein scheint, es immer sein kann, dass jemand auftaucht, der uns seine Hand reicht. Ich möchte, dass unser Film all jenen Hoffnung gibt, die glauben, dass es für sie keine Chance mehr gibt.“

Regie führte Jan Holoubek, der gemeinsam mit Andrzej Golda auch das Drehbuch schrieb. Nach einigen Kurzfilmen und Arbeiten für Fernsehserien handelt es sich um Holoubeks Regiedebüt bei einem Spielfilm, der in der Vergangenheit überwiegend als Kameramann tätig war. Der Film erzählt die Ereignisse nicht chronologisch und ist mit Vor- und Rückblenden versehen. So zeigt der Film neben Tomasz' anfänglicher Verhaftung diesen auch innerhalb und außerhalb der Gefängnismauern und den dramatischen Kampf seiner Mutter um seine Freilassung, aber auch einen Polizisten bei seinen Ermittlungen und die Staatsanwaltschaft bei ihrer Arbeit.

Piotr Trojan spielt in der Hauptrolle Tomasz Komenda. Der polnische Theater- und Filmschauspieler war ab 2018 noch in der Rolle des Polizisten Krzysztof Sobczyk in der polnischen Fernsehserie Znaki zu sehen.
In weiteren Rollen sind eine Reihe von renommierten polnischen Filmschauspielern zu sehen. Agata Kulesza spielt Tomasz' Mutter Teresa Klemańska, Jan Frycz und Jacek Beler sind in den Rolle seiner Mitgefangenen zu sehen, und Andrzej Konopka spielt Kommissar Tołoczko.
Die Dreharbeiten fanden in Breslau, Wałbrzych, Zabrze und in der polnischen Hauptstadt Warschau statt, hier unter anderem im Gebäude des Obersten Gerichts am Krasiński-Platz im Regierungsviertel Śródmieście, von dem Komenda letztlich freigesprochen wurde. Als Kameramann fungierte Bartłomiej Kaczmarek.
Die Filmmusik komponierten die kanadische Geigerin und Post-Rock-Komponistin Sarah Neufeld und der kanadische Jazzmusiker Colin Stetson. Im Film wird zudem der Song 25 lat niewinnosci von Kazik Staszewski und Wojciech Jablonski gespielt, mit einem Text des polnischen Rock/Punk/Rap-Sängers, Texters und Saxophonisten Staszewski und auch von ihm gesungen. Der im Juli 2020 vorgestellte Trailer war mit Mad World von R.E.M. unterlegt.
Der Film kam am 18. September 2020 in ausgewählte polnische Kinos. Im November 2020 wurde er beim Tallinn Black Nights Film Festival vorgestellt. Seit dem 10. Dezember 2020 wird der Film auf player.pl angeboten. Anfang November 2021 wurde er beim Braunschweig International Film Festival und beim Filmfestival Cottbus gezeigt. Im März 2025 wird er beim Febiofest Bratislava vorgestellt.

## Rezeption

### Kritiken
Paweł Piotrowicz von Onet.pl macht in seiner Kritik den notwendigerweisen Vergleich des Films mit Die Schuld von Krzysztof Krauze von 1999, der die zu 25 Jahren Haftstrafe verurteilten Artur Bryliński und Sławomir Sikora im Gefängnis interviewte und auf dieser Basis sein Drehbuch schrieb. Doch die beiden Geschichten unterschieden sich auch deutlich voneinander, weil sich Bryliński und Sikora zum Zeitpunkt der Dreharbeiten noch hinter Gittern befanden. Beide Produktionen seien Beispiele für eine erfolgreiche Kombination aus Sensationsgeschichte, Thriller und Sozialdrama, gleichzeitig erzählten beide aber auch universelle Geschichten, die weder Zeit noch Ort zugeordnet werden können. Daher sollte Jan Holoubeks Film auch außerhalb von Polen ein Publikum finden. Ein anderer Film, mit dem sich ein Vergleich aufdränge, sei Symetria von Konrad Niewolski von 2003, der die düstere Gefängnisrealität und die dort herrschende Gewalt und Hierarchie sehr anschaulich zeigt. Weiter schreibt Piotrowicz in seiner Kritik, Piotr Trojan sei großartig in der Hauptrolle, und diese habe ihm sicherlich nicht nur viel körperliche, sondern vor allem emotionale Anstrengung abverlangt. Dank der Kameraarbeit von Bartłomiej Kaczmarek könne man die klaustrophobische Atmosphäre an Orten wie diesem Gefängnis fast spüren, und nachdem man das Kino verlassen habe, frage man sich wie es möglich war, 18 Jahre dort zu überstehen.

### Auszeichnungen (Auswahl)

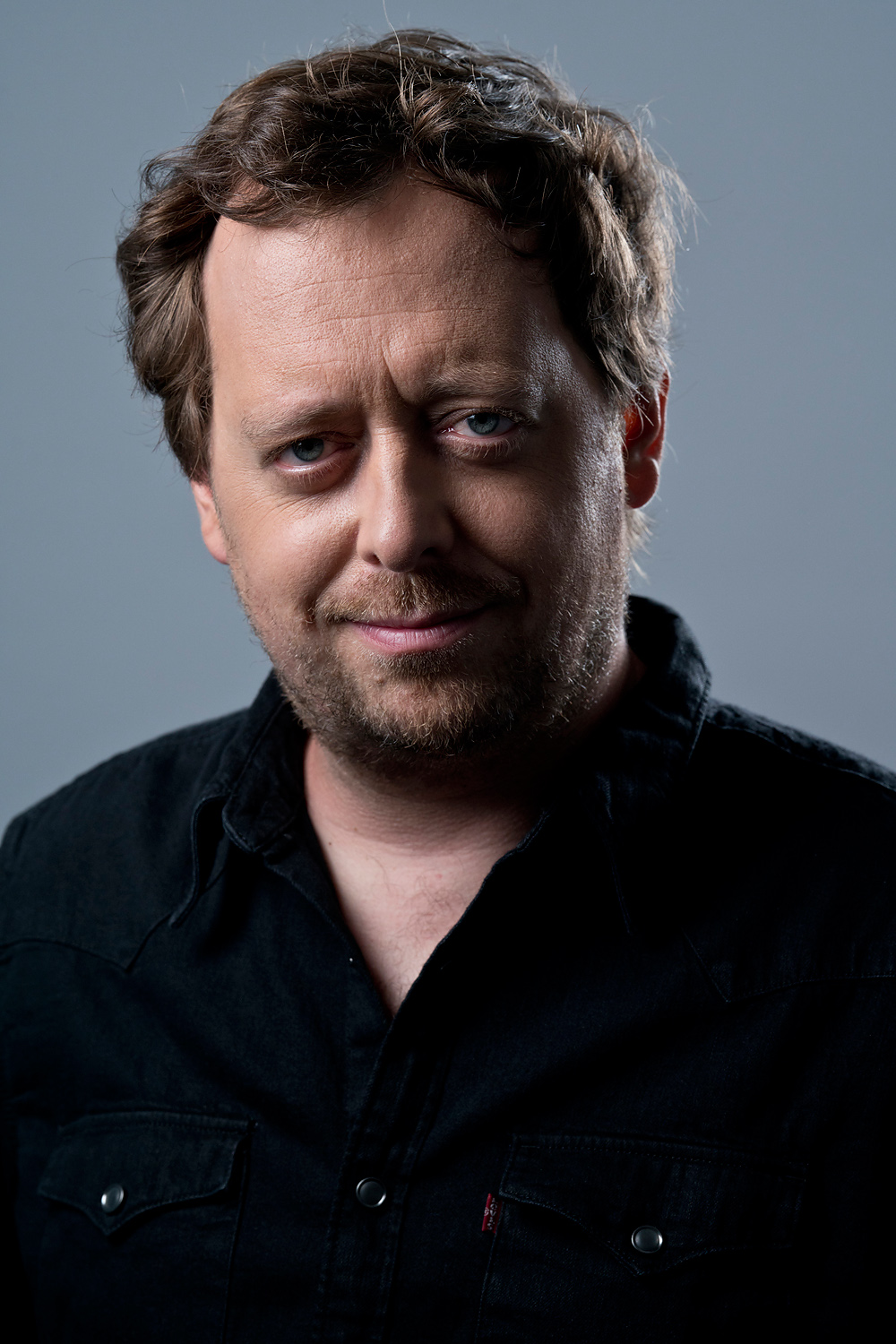
Regisseur Jan Holoubek

Braunschweig International Film Festival 2021
- Auszeichnung mit dem Publikumspreis[16]

Camerimage 2020
- Nominierung als Bestes Regiedebüt (Jan Holoubek)[17]

Polnischer Filmpreis 2021
- Auszeichnung für die Beste Regie (Jan Holoubek)
- Auszeichnung als Discovery of the Year (Jan Holoubek)
- Auszeichnung als Beste Hauptdarstellerin (Agata Kulesza)
- Auszeichnung als Bester Hauptdarsteller (Piotr Trojan)
- Auszeichnung als Bester Nebendarsteller (Jan Frycz)
- Auszeichnung für den Besten Filmschnitt (Rafał Listopad)
- Auszeichnung für das Beste Make-up (Liliana Gałązka und Mirela Zawiszewska)[18]

Polnisches Filmfestival Gdynia 2020
- Auszeichnung für das Beste Regiedebüt (Jan Holoubek)
- Auszeichnung als Bester Hauptdarsteller (Piotr Trojan)[19]

Tallinn Black Nights Film Festival 2020
- Auszeichnung mit dem Special Jury Prize als Bester Erstlingsfilm (Jan Holoubek)[20]